# 주한 뉴질랜드 대사관
주한 뉴질랜드 대사관(영어: New Zealand Embassy, Seoul)은 대한민국 서울특별시 중구 정동 15-5 정동빌딩 8층에 위치하고 있는 뉴질랜드 대사관이다. 현직 주한 뉴질랜드 대사는 필립 터너이다.

## 역사
뉴질랜드는 6.25 전쟁에서 유엔사령부 휘하 부대를 파견하여 대한민국을 지원했으며 1962년 3월 26일에 대한민국과의 외교 관계를 수립했다. 1971년 6월에는 뉴질랜드 정부가 대한민국 서울에 주한 뉴질랜드 대사관을 설립했고 1971년 7월에는 대한민국 정부가 뉴질랜드 웰링턴에 주뉴질랜드 대한민국 대사관을 설립했다.

## 주요 업무
주요 업무는 대한민국 정부와의 외교·교섭, 투자 유치 활동, 대한민국 거주 뉴질랜드 국민의 보호 육성, 외교 정책 홍보, 문화, 학술, 체육 협력, 여권, 입국 사증 발급 및 영사 확인 업무 등이다. 대한민국과 뉴질랜드 사이에는 사증 면제 협정이 체결되어 있기 때문에 관광 및 방문을 목적으로 뉴질랜드에 입국한 대한민국 국민, 대한민국에 입국한 뉴질랜드 국민 모두 상호주의 원칙에 따라 최대 90일까지 상대방 국가에서 사증 없이 체류할 수 있다.

## 같이 보기
- 뉴질랜드-대한민국 관계
- 주뉴질랜드 대한민국 대사관
- 뉴질랜드의 재외공관 목록
- 대한민국 주재 외국공관 목록